# Crataegus okennonii
Crataegus okennonii är en rosväxtart som beskrevs av James Bird Phipps. Crataegus okennonii ingår i Hagtornssläktet som ingår i familjen rosväxter. Inga underarter finns listade i Catalogue of Life.